# Martha Jones
Martha Jones (później Dr Martha Smith-Jones) – postać fikcyjna związana z brytyjskimi serialami science-fiction Doktor Who i Torchwood, w którą wcieliła się Freema Agyeman. Postać ta była towarzyszem dziesiątego Doktora.
Martha pojawia się po raz pierwszy w odcinku Smith i Jones po czym występuje we wszystkich odcinkach trzeciej serii. W odcinku Ostatni z Władców Czasu (2007) opuszcza Doktora, jednak w następnej serii powraca gościnnie w historii Manewr Sontariański / Zatrute niebo (2008) oraz odcinku Córka Doktora (2008), a później także w historii Skradziona Ziemia / Koniec podróży (2008). W historii Do końca wszechświata (2009–2010) pojawia się w występie cameo wraz z Mickeyem Smithem. Łącznie postać Marthy pojawia się w 19 odcinkach, składających się na 13 historii.
Dodatkowo Martha pojawia się w animowanym filmie pt. Poszukiwanie nieskończoności, gdzie wraz z Doktorem poszukuje 4 czipów, które pozwolą znaleźć statek „nieskończoność”.

## Historia postaci
Martha urodziła się jako córka Francine i Clive’a Jones i jest siostrą dla Tish i Leo Jones. Jej kuzynka, Adeola Oshodi pracowała w Torchwood One podczas bitwy w Canary Wharf w 2007 roku, gdzie walczyli ze sobą Dalekowie i Cybermeni.
W 2008 roku w drodze na praktyki medyczne do Royal Hope Hospital spotkała dziesiątego Doktora, który zdejmując krawat powiedział do niej „Patrz. Widzisz?”, po czym odszedł. Martha na praktykach w szpitalu ponownie spotkała Doktora, gdzie podczas badania odkryła, że posiada on dwa serca. Po pewnym czasie, kiedy była w innym pomieszczeniu zauważyła, że na dworze pada deszcz, ale ku górze, po czym cały szpital przemieścił się Księżycu. Próbując uspokoić sytuację w szpitalu, dołącza do Doktora, który chce poznać okoliczności przeniesienia szpitala. Wraz z nim poznaje poznaje rasę kosmitów, Judoonów oraz odkrywa tajemnice przeniesienia szpitala. Kiedy szpital wraca na Ziemię Doktor pokazuje możliwości podróżowania w TARDIS, m.in. poprzez pokazanie się Marthcie rano i zdjęcie krawata. Wówczas Martha zgadza się propozycję Doktora dotyczącą podróży z nim.
Martha w swoich pierwszych podróżach m.in. poznaje Szekspira w 1599 roku, zostaje porwana i przetrzymywana w jednym z latających samolotów w ogromnym korku w 5 000 000 053 roku, jest świadkiem budowy Empire State Building w 1930 oraz po raz pierwszy ma styczność z największymi przeciwnikami Doktora, Dalekami. Wkrótce Doktor i Martha wracają na Ziemię, podczas tzw. Eksperymentu Lazaurusa, gdzie jej siostra, Tish pomaga Lazaurusowi, który chcąc siebie odmłodzić, stał się potworem. W późniejszych przygodach Martha i Doktor podróżują m.in. do statku kosmicznego, którego za 42 minuty czeka kolizja ze Słońcem, do roku 1913, gdzie Doktor ukrywając się przed Rodziną Krwi zamienił się w człowieka oraz do roku 1969, gdzie zostali uwięzieni przez Płaczące Anioły.
W pewnym momencie, kiedy TARDIS ląduje na planecie Malcassairo w roku bilionowym Martha ma okazję poznać dawnego towarzysza Doktora, Jacka Harknessa. Razem z Jackem, Martha i Doktor są świadkami prób ratowania ludzkich uchodźców na planetę Utopia przez profesora Yanę. Wszystko szło zgodzie z planem dopóki profesor Yana nie otworzył swojego zegarka i nie uświadomił sobie, że tak naprawdę jest Władcą Czasu, a konkretnie Mistrzem, jednym z największych przeciwników Doktora. Martha, Doktor i Jack, za pomocą manipulatora czasu Jacka przenoszą się do Wielkiej Brytanii w 2008 roku, gdzie wkrótce odkrywają, że Mistrz właśnie został premierem Wielkiej Brytanii pod sztucznym imieniem Harold Saxon. Niedługo po tym Martha dowiaduje się, że jej rodzina została zatrzymana, a oni sami stali się osobami poszukiwanymi. Ostatecznie Mistrz zatrzymał Doktora i Jacka i stali się jego niewolnikami, natomiast Martha teleportowała się na Ziemię. Przez następny rok była świadkiem zmian jakie gwałtownie zachodzą na Ziemi i jak szybko Mistrz zyskuje władanie nad całą planetą. Przez cały rok Martha podróżowała i opowiadała ludziom o tym kim jest Doktor i jak wiele uczynił dla niej i dla całej ludzkości. Wkrótce i Martha zostaje zatrzymana, jednak dzięki jej działaniom na Ziemi Doktor uwalnia się od zupełnej niewoli Mistrza, żona Mistrza zabija go, natomiast czas wraca do stanu jaki był przed rokiem. Po wszystkich tych wydarzeniach Martha postanawia zostać na Ziemi, a jako główny powód podaje obowiązek opieki nad rodziną, która przeszła przez ciężki czas w niewoli.
Martha wkrótce została zatrudniona przez UNIT i miała okazje odwiedzić Instytut Torchwood w Cardiff, a tym samym ponownie spotkać Jacka Harknessa i poznać jego współpracowników. Została jednak tam zawikłana w przygody instytutu, a kiedy wróciła do UNIT-u ponownie spotkała Doktora, który tym razem miał już nową towarzyszkę, Donnę. Podczas ponownego spotkania Doktora miała ona okazję poznać rasę Sontarianów i ponownie podróżować w TARDIS. Kiedy udało się zwalczyć Sontarian Martha chciała wrócić do dalszej pracy w UNIT i do rodziny, jednak TARDIS został porwany, a wraz z nim Doktor, Donna i Martha. Została ona uwikłana w przygodę „córki” Doktora, Jenny oraz w walki na planecie Messaline. Po skończonej przygodzie Martha mimo wszystko wróciła do swoich czasów.
Jakiś czas po kolejnym spotkaniu z Doktorem, Martha została awansowała na stanowisko Dyrektora Medycznego w centrali UNIT w Nowym Jorku, gdzie pracowała nad projektem Indigo. Projekt ten został użyty przez nią podczas przeniesienia Ziemi do Kaskady Meduzy, kiedy to Dalekowie najechali na Ziemię. Martha wówczas wykorzystując ten projekt przeniosła się do swojego domu, gdzie połączyła się z podziemną siecią łączącą dom byłej premier, Harriet Jones z Torchwood w Cardiff, domem Sary Jane Smith i jej domem. Dzięki tej pracy tej sieci TARDIS namierzył sygnał Ziemi, a Doktor mógł w końcu pomóc zniszczyć plan inwazji Daleków. Kiedy sieć zostaje rozłączona Martha teleportuje się do Niemiec, gdzie zamierzała za pomocą Kluczu Osterhagena zmusić Daleków do ucieczki, jednak to się nie udaje, ponieważ przywódca Daleków, Davros teleportuje ją na statek, gdzie byli Doktor, Rose, Jack, Sara Jane, Mickey oraz Jackie. Ostatecznie jednak sytuację ratuje Donna, która poprzez dotknięcie ręki Doktora powiększyła zdolności intelektualne i zniszczyła Daleków, unieszkodliwiła Davrosa oraz uwolniła Doktora i jego towarzyszy, w tym Marthę. Dzięki tym wydarzeniom uratowało się odstawić wszystkie porwane planety, w tym Ziemię, a Martha opuściła TARDIS, tak jak inni towarzysze Doktora.
Po inwazji Daleków, Martha wyszła za mąż za Mickey’ja i wraz z nim „niezależnie” walczyła z kosmitami. Podczas walki z Sontaranem razem zauważyli Doktora, który pomógł im go pokonać.

## Występy telewizyjne

### Doktor Who
| Historia                                     | Historia                                         | Data premiery                     | Źródło                      |
| Nazwa polska                                 | Nazwa oryginalna                                 | Data premiery                     | Źródło                      |
| Seria 3 (2007)                               | Seria 3 (2007)                                   | Seria 3 (2007)                    | Seria 3 (2007)              |
| -------------------------------------------- | ------------------------------------------------ | --------------------------------- | --------------------------- |
| Smith i Jones                                | Smith and Jones                                  | 31 marca 2007                     | [ 20 ] [ 3 ]                |
| Kod Szekspira                                | The Shakespeare Code                             | 7 kwietnia 2007                   | [ 21 ] [ 5 ]                |
| Korek                                        | Gridlock                                         | 14 kwietnia 2007                  | [ 22 ] [ 6 ]                |
| Dalekowie na Manhattanie Ewolucja Daleków    | Daleks in Manhattan Evolution of the Daleks      | 21 - 28 kwietnia 2007             | [ 23 ] [ 24 ] [ 7 ]         |
| Eksperyment Lazaurusa                        | The Lazarus Experiment                           | 5 maja 2007                       | [ 25 ] [ 8 ]                |
| 42 minuty                                    | 42                                               | 19 maja 2007                      | [ 26 ] [ 9 ]                |
| Natura ludzka Rodzina Krwi                   | Human Nature The Family of Blood                 | 26 maja - 2 czerwca 2007          | [ 27 ] [ 28 ] [ 10 ]        |
| Mrugnięcie                                   | Blink                                            | 9 czerwca 2007                    | [ 29 ] [ 11 ]               |
| Utopia Odgłos bębnów Ostatni z Władców Czasu | Utopia The Sound of Drums Last of the Time Lords | 16 - 30 czerwca 2007              | [ 30 ] [ 31 ] [ 32 ] [ 12 ] |
| Seria 4 (2008)                               |                                                  |                                   |                             |
| Manewr Sontariański Zatrute niebo            | The Sontaran Stratagem The Poison Sky            | 26 kwietnia - 3 maja 2008         | [ 33 ] [ 34 ] [ 16 ]        |
| Córka Doktora                                | The Doctor’s Daughter                            | 10 maja 2008                      | [ 35 ] [ 17 ]               |
| Skradziona Ziemia Koniec podróży             | The Stolen Earth Journey’s End                   | 28 czerwca - 5 lipca 2008         | [ 36 ] [ 37 ] [ 18 ]        |
| Odcinki specjalne (2008-2010)                |                                                  |                                   |                             |
| Do końca wszechświata                        | The End of Time                                  | 25 grudnia 2009 - 1 stycznia 2010 | [ 38 ] [ 39 ] [ 19 ]        |

### Torchwood
| Historia           | Data premiery  | Źródło         |                |
| Sezon 2 (2008)     | Sezon 2 (2008) | Sezon 2 (2008) | Sezon 2 (2008) |
| ------------------ | -------------- | -------------- | -------------- |
| Reset              | 13 lutego 2008 | [ 40 ] [ 13 ]  |                |
| Dead Man Walking   | 20 lutego 2008 | [ 41 ] [ 14 ]  |                |
| A Day in the Death | 27 lutego 2008 | [ 42 ] [ 15 ]  |                |